# 1352-es busz
Az 1352-es jelzésű autóbusz távolsági autóbuszjárat Eger és Salgótarján között, melyet a MÁV Személyszállítási Zrt.üzemeltet.

## Közlekedése
A járat Egert és Salgótarjánt köti össze Recsk érintésével. Útvonalának hossza 65,1 km. Egy járat betér Mátranovákra, aminek az útvonalhossza 70,7 km. A menetidő 1 óra 45 perc (105 perc), a Mátranovákra betérő járatnak  1 óra 55 perc (115 perc).

## Megállóhelyei
| 0  | 0  | Eger, autóbusz-állomás végállomás           | 37 | 2, 2A, 4, 5, 5A, 6, 7, 7A, 11, 12, 14, 16, 17, 914 1049, 1050, 1051, 1052, 1053, 1054, 1343, 1344, 1346, 1347, 1348, 1349, 1351, 1354, 1362, 1380, 1383, 1426, 1427, 1428, 1447, 1448, 1466, 1468, 1517 3400, 3402, 3403, 3404, 3405, 3405, 3406, 3407, 3408, 3409, 3410, 3411, 3412, 3414, 3415, 3416, 3417, 3418, 3419, 3420, 3423, 3424, 3426, 3430, 3431, 3432, 3433, 3434, 3435, 3436, 3440, 3441, 3442, 3443, 3444, 3445, 3446, 3448, 3450, 3455, 3456, 3457, 3458, 3462, 3469, 3470, 3471, 3472, 3473, 3474, 3476, 3479, 3480, 3481, 3482, 3483, 3484, 3488, 3604, 3660, 3667, 4012, 4014, 4015, 4018, 4021, 4157 |
| 1  | 1  | Eger, Bartakovics út                        | ∫  | 4, 13, 113 1347, 1349, 1351, 1383, 1447 3400, 3402, 3403, 3408, 3409, 3410, 3411, 3412, 3435, 3454, 3470, 3471, 3472, 3473, 3474, 3476, 3479, 3481, 3482, 3483, 3484, 3488, 4157 |
| ∫  | ∫  | Eger, Baktai út                             | 36 | 7, 7A, 17 1347, 1349, 1351, 1354, 1447, 1448 3454, 3470, 3471, 3472, 3474, 3476, 3479, 3480, 3482, 3483, 3484 |
| 2  | 2  | Eger, Keverőtelep                           | 35 | 1354 3472, 3474, 3479, 3480, 3482, 3484, 3488 |
| 3  | 3  | Egerbakta, Egri út 14.                      | 34 | 1347, 1349, 1351, 1354 3470, 3471, 3472, 3473, 3474, 3476, 3479, 3480, 3482, 3483, 3484, 3488, 3604 |
| 4  | 4  | Egerbakta, autóbusz-váróterem               | 33 | 1347, 1349, 1351, 1354, 1447, 1448 3470, 3471, 3472, 3473, 3474, 3476, 3479, 3480, 3482, 3483, 3484, 3488, 3604 |
| 5  | 5  | Egerbakta, Rábcavölgyi erdészház            | 32 | 1354 3470, 3471, 3472, 3473, 3474, 3476, 3482 |
| 6  | 6  | Sirok, Központ                              | 31 | 1046, 1354, 1447, 1448 3462, 3463, 3470, 3471, 3472, 3473, 3474, 3476, 3482, 3490, 3491, 3604, 3656 |
| 7  | 7  | Sirok, Nyírjes út (lakótelepi átjáró)       | 30 | 1046, 1354, 1447, 1448 3462, 3470, 3471, 3472, 3473, 3474, 3476, 3482, 3490, 3491, 3604 |
| 8  | 8  | Sirok, Dallapuszta                          | 29 | 1354 3470, 3471, 3472, 3474, 3491 |
| 9  | 9  | Recsk, kőbánya bejárati út                  | 28 | 1046, 1354, 1447, 1448 3470, 3471, 3472, 3474, 3491, 3604 |
| 10 | 10 | Recsk, mátraderecskei elágazás              | 27 | 1046, 1354, 1447, 1448 3034, 3470, 3471, 3472, 3474, 3491, 3492, 3494, 3565, 3566, 3604, 3656 |
| 11 | 11 | Mátraderecske, Petőfi út 35.                | 26 | 1354 3034, 3474, 3492, 3494 |
| 12 | 12 | Mátraderecske, Piactér                      | 25 | 1354, 1447, 1448 3034, 3474, 3492, 3494 |
| 13 | 13 | Mátraderecske, Rákóczi Termelőszövetkezet   | 24 | 1354 3034, 3474, 3492, 3494 |
| 14 | 14 | Mátraballa, Fő út 27.                       | 23 | 1354 3034, 3474, 3492, 3494 |
| 15 | 15 | Mátraballa, Fő út 83.                       | 22 | 1354, 1447, 1448 3034, 3474, 3492, 3494 |
| 16 | 16 | Mátraballa, Fő út 131.                      | 21 | 1354 3034, 3474, 3492, 3494 |
| 17 | 17 | Mátraterenye, Mátraballai elágazás          | 20 | 1347, 1349, 1351, 1354, 1384 3034, 3474, 3492, 3494 |
| 18 | 18 | Mátraterenye (Nádújfalu), faluszéle         | 19 | 1031, 1034, 1347, 1349, 1351, 1354, 1384, 1447, 1448 3034, 3056, 3136, 3156 |
| 19 | 19 | Mátraterenye (Nádújfalu), posta             | 18 | 1347, 1349 3030, 3034, 3056, 3136, 3156 |
| 20 | 20 | Mátraterenye, Kossuth út 250.               | 17 | 1347, 1349 3030, 3034, 3136 |
| 21 | 21 | Mátraterenye, Szent Borbála park            | 16 | 1347, 1349 3030, 3034, 3056, 3136, 3156 |
| ∫  | 22 | Mátranováki elágazás                        | ∫  | 1347, 1349 3030, 3034, 3056, 3136, 3156 |
| ∫  | 23 | Mátranovák, posta                           | ∫  | 1347, 1349 3030, 3034, 3056, 3108, 3136, 3156 |
| ∫  | 24 | Mátranovák, Bombardier                      | ∫  | 1347, 1349 3030, 3034, 3056, 3108, 3136, 3156 |
| ∫  | 25 | Mátranovák, Bányatelep                      | ∫  | 1347, 1349 3030, 3034, 3056, 3108, 3136, 3156 |
| ∫  | 26 | Mátranovák, faluközpont                     | ∫  | 1347, 1349 3030, 3034, 3056, 3108, 3136, 3156 |
| ∫  | 27 | Mátranovák, Bányatelep                      | ∫  | 1347, 1349 3030, 3034, 3056, 3108, 3136, 3156 |
| ∫  | 28 | Mátranovák, Bombardier                      | ∫  | 1347, 1349 3030, 3034, 3056, 3108, 3136, 3156 |
| ∫  | 29 | Mátranovák, posta                           | ∫  | 1347, 1349 3030, 3034, 3056, 3108, 3136, 3156 |
| ∫  | 30 | Mátranováki elágazás                        | ∫  | 1347, 1349 3030, 3034, 3056, 3136, 3156 |
| 22 | 31 | Mátraterenye (Homokterenye), iskola         | 15 | 1347, 1349 3030, 3034, 3056, 3108, 3156 |
| 23 | 32 | Mátraterenye (Homokterenye), Kossuth út 76. | 14 | 1347, 1349 3030, 3034, 3056, 3108, 3156 |
| 24 | 33 | Mátraterenye (Homokterenye), Kossuth út     | 13 | 1347, 1349 3030, 3034, 3056, 3108, 3156 |
| 25 | 34 | Mátraterenye (Jánosakna), megállóhely       | 12 | 1347, 1349 3030, 3034, 3056, 3108, 3156 |
| 26 | 35 | Mátraterenye, kisteleki elágazás            | 11 | 1347, 1349 3030, 3034, 3108 |
| 27 | 36 | Mátraszele, újtelep                         | 10 | 1347, 1349 3026, 3030, 3034, 3045, 3108 |
| 28 | 37 | Mátraszele, községháza                      | 9  | 1347, 1349 3026, 3030, 3034, 3045, 3108 |
| 29 | 38 | Mátraszele, Gábor-völgy                     | 8  | 1347, 1349 3026, 3030, 3034 |
| 30 | 39 | Bárnai elágazás                             | 7  | 1347, 1349 3024, 3026, 3030, 3034 |
| 31 | 40 | Kazár, Inászó bányai elágazás               | 6  | 1347, 1349 3024, 3030, 3034 |
| 32 | 41 | Salgótarján, Vasipari Kutatóintézet         | 5  | 1347, 1349 3024, 3030, 3034 |
| 33 | 42 | Salgótarján, Ötvözetgyár                    | 4  | 1347, 1349 3024, 3030, 3034 |
| 34 | 43 | Salgótarján, Pintértelep                    | 3  | 1, 11, 13, 14, 61 1347, 1349 3015, 3022, 3024, 3030, 3034 |
| 35 | 44 | Salgótarján, Kohász Művelődési Központ      | 2  | 1, 11, 13, 14, 61 1347, 1349 3015, 3022, 3024, 3030, 3034 |
| 36 | 45 | Salgótarján, Salgó út                       | 1  | 1, 11, 13, 14, 61 1347, 1349 3015, 3022, 3024, 3030, 3034 |
| 37 | 46 | Salgótarján, autóbusz-állomás végállomás    | 0  | 1, 2A, 2T, 3C, 5, 6, 7, 7A, 7B, 7C, 8, 9, 11, 11A, 11B, 11Y, 13, 14, 19, 27A, 36, 46, 58, 63, 63S 1010, 1012, 1020, 1021, 1301, 1305, 1347, 1349, 1351, 1354, 1384, 1447, 1448 3015, 3022, 3024, 3030, 3034, 3044, 3045, 3051, 3052, 3055, 3056, 3058, 3060, 3061, 3062, 3064, 3065, 3066, 3067, 3070, 3072, 3075, 3080, 3081, 3082, 3084, 3090, 3092, 3093, 3094 személyvonat |